# Giải bóng đá vô địch quốc gia 2008 (kết quả chi tiết)
Sau đây là kết quả chi tiết các trận đấu tại Giải bóng đá Vô địch Quốc gia 2008, có tên chính thức là Giải bóng đá Vô địch Quốc gia Petro Vietnam Gas 2008 hay Petro Vietnam Gas V-League 2008, diễn ra từ ngày 6 tháng 1 đến 28 tháng 8 năm 2008 với 14 câu lạc bộ tham dự.

## Vòng 1
| TCDK Sông Lam Nghệ An | 2 - 1    | Khánh Hòa         |
| --------------------- | -------- | ----------------- |
| Lê Công Vinh 11', 47' | Chi tiết | Lê Hữu Chương 49' |

| Becamex Bình Dương | 0 - 1    | Thể Công Viettel   |
| ------------------ | -------- | ------------------ |
|                    | Chi tiết | Đặng Khánh Lâm 14' |

| Hòa Phát Hà Nội | 1 - 1    | Hà Nội ACB           |
| --------------- | -------- | -------------------- |
| Eduardo 41'     | Chi tiết | Phạm Thành Lương 30' |

| Boss Bình Định | 0 - 0    | Đạm Phú Mỹ Nam Định |
| -------------- | -------- | ------------------- |
|                | Chi tiết |                     |

| Thép Miền Nam Cảng Sài Gòn                       | 3 - 0    | Halida Thanh Hóa |
| ------------------------------------------------ | -------- | ---------------- |
| John Wole 27' · Trindade 43' · Cao Tùng A Vĩ 83' | Chi tiết |                  |

| SHB Đà Nẵng                             | 1 - 2    | Xi măng Hải Phòng                         |
| --------------------------------------- | -------- | ----------------------------------------- |
| Amaobi 27' · Rogerio M. Pereira 28' 68' | Chi tiết | Đồng Đức Thắng 5' · Nguyễn Ngọc Thanh 85' |

| Đồng Tâm Long An | 0 - 1    | Hoàng Anh Gia Lai    |
| ---------------- | -------- | -------------------- |
|                  | Chi tiết | Nguyễn Tăng Tuấn 49' |

## Vòng 2
| Xi Măng Hải Phòng                          | 2 - 1    | Thể Công Viettel                               |
| ------------------------------------------ | -------- | ---------------------------------------------- |
| Fabiano A.Silva 11' · Leandro Oliveira 22' | Chi tiết | Bernard Achaw 26' (l.n.) · Trịnh Quốc Long 16' |

| Đạm Phú Mỹ Nam Định                 | 1 - 0    | SHB Đà Nẵng |
| ----------------------------------- | -------- | ----------- |
| Văn Biển 65' · Lê Văn Duyệt 17' 84' | Chi tiết |             |

| Hà Nội ACB | 0 - 0    | Halida Thanh Hóa |
| ---------- | -------- | ---------------- |
|            | Chi tiết |                  |

| Hoàng Anh Gia Lai | 1 - 1    | Hòa Phát Hà Nội                                  |
| ----------------- | -------- | ------------------------------------------------ |
| A Huỳnh 36'       | Chi tiết | Nguyễn Văn Vinh 63' · Trịnh Xuân Thành 76' 90+2' |

| Boss Bình Định    | 1 - 1    | Đồng Tâm Long An                                    |
| ----------------- | -------- | --------------------------------------------------- |
| Đỗ Thanh Sang 15' | Chi tiết | Phan Quý Hoàng Lâm 70' · Nguyễn Hoàng Thương 1' 84' |

| Khatoco Khánh Hòa | 0 - 1    | Becamex Bình Dương |
| ----------------- | -------- | ------------------ |
|                   | Chi tiết | Nguyễn Anh Đức 84' |

| Thép Miền Nam Cảng Sài Gòn                     | 2 - 0    | TCDK Sông Lam Nghệ An |
| ---------------------------------------------- | -------- | --------------------- |
| Jesuel Martin Trindade 63' · Lưu Ngọc Hùng 88' | Chi tiết |                       |

## Vòng 3
| Thể Công Viettel    | 1 - 0    | Đạm Phú Mỹ Nam Định |
| ------------------- | -------- | ------------------- |
| François Endene 85' | Chi tiết |                     |

| Hòa Phát Hà Nội                        | 3 - 3    | Boss Bình Định                                          |
| -------------------------------------- | -------- | ------------------------------------------------------- |
| Eduadro 60' · Trần Đoàn Khoa Thanh 88' | Chi tiết | Nguyễn Thái Dương 6' · Jorge Luiz 68' · Lê Kim Bình 82' |

| Halida Thanh Hóa                        | 2 - 0    | TCDK Sông Lam Nghệ An |
| --------------------------------------- | -------- | --------------------- |
| Mose Oyiboaga 30' · Rafael de Souza 81' | Chi tiết |                       |

| Đồng Tâm Long An                                            | 3 - 1    | SHB Đà Nẵng |
| ----------------------------------------------------------- | -------- | ----------- |
| A. Kabanga 28' · Nguyễn Việt Thắng 55' · Antonio Carlos 67' | Chi tiết | Almeida 10' |

| Hoàng Anh Gia Lai            | 2 - 0    | Hà Nội ACB |
| ---------------------------- | -------- | ---------- |
| Thonglao 45' · Agostinho 62' | Chi tiết |            |

| Becamex Bình Dương | 0 - 1    | Thép Miền Nam Cảng Sài Gòn |
| ------------------ | -------- | -------------------------- |
|                    | Chi tiết | Martin Trindade 79'        |

| Khatoco Khánh Hòa | 0 - 1    | Xi măng Hải Phòng |
| ----------------- | -------- | ----------------- |
|                   | Chi tiết | Elenildo 86'      |

## Vòng 4
| Hà Nội ACB         | 1 - 1    | Boss Bình Định            |
| ------------------ | -------- | ------------------------- |
| Hassan K. Sesay 3' | Chi tiết | Cruz De S. Jorge Luiz 28' |

| Xi măng Hải Phòng                                                       | 6 - 0    | Thép Miền Nam Cảng Sài Gòn |
| ----------------------------------------------------------------------- | -------- | -------------------------- |
| Leandro 4' · Nguyễn Ngọc Thanh 46', 83', 85' · Helio 70' · Flemindo 79' | Chi tiết |                            |

| TCDK Sông Lam Nghệ An | 0 - 1    | Becamex Bình Dương                    |
| --------------------- | -------- | ------------------------------------- |
|                       | Chi tiết | Philani 84' · Phùng Công Minh 58' 68' |

| Đạm Phú Mỹ Nam Định | 0 - 1    | Khatoco Khánh Hòa    |
| ------------------- | -------- | -------------------- |
|                     | Chi tiết | Nguyễn Quang Hải 85' |

| Thể Công Viettel    | 1 - 1    | Đồng Tâm Long An |
| ------------------- | -------- | ---------------- |
| François Endene 77' | Chi tiết | Tshamala 55'     |

| Halida Thanh Hóa                            | 3 - 1    | Hoàng Anh Gia Lai |
| ------------------------------------------- | -------- | ----------------- |
| Mose O. B. Oyiboaga 15' · Đồng Huy Thái 28' | Chi tiết | Agostinho 80'     |

| SHB Đà Nẵng   | 1 - 1    | Hòa Phát Hà Nội     |
| ------------- | -------- | ------------------- |
| Almeida 45+2' | Chi tiết | Nguyễn Văn Vinh 90' |

## Vòng 5
| Xi măng Hải Phòng  | 0 - 0    | TCDK Sông Lam Nghệ An    |
| ------------------ | -------- | ------------------------ |
| Mai Ngọc Quang 61' | Chi tiết | Trương Đắc Khánh 35' 74' |

| Hòa Phát Hà Nội | 0 - 1    | Thể Công Viettel       |
| --------------- | -------- | ---------------------- |
|                 | Chi tiết | Trịnh Quang Vinh 90+3' |

| Khatoco Khánh Hòa                                                     | 4 - 2    | Đồng Tâm Long An                                |
| --------------------------------------------------------------------- | -------- | ----------------------------------------------- |
| Jonathan Quartey 26', 61' · Vũ Trọng Thông 70' · Nguyễn Quang Hải 73' | Chi tiết | Kings Irporto Orighoye 52' · Antonio Carlos 66' |

| Boss Bình Định               | 1 - 2    | Hoàng Anh Gia Lai                                                  |
| ---------------------------- | -------- | ------------------------------------------------------------------ |
| Carlos Henrique Rodrique 21' | Chi tiết | Agostinho 38' · Nguyễn Tăng Tuấn 49' · Phạm Lâm Minh Thông 87' 88' |

| SHB Đà Nẵng | 1 - 2    | Hà Nội ACB                |
| ----------- | -------- | ------------------------- |
| Almeida 54' | Chi tiết | Phạm Thành Lương 19', 64' |

| Thép Miền Nam Cảng Sài Gòn       | 2 - 0    | Đạm Phú Mỹ Nam Định |
| -------------------------------- | -------- | ------------------- |
| Trindade 39' · Cao Tùng A Vỹ 49' | Chi tiết |                     |

| Becamex Bình Dương               | 2 - 0    | Halida Thanh Hóa |
| -------------------------------- | -------- | ---------------- |
| Trindade 39' · Cao Tùng A Vỹ 49' | Chi tiết |                  |

## Vòng 6
| TCDK Sông Lam Nghệ An                                          | 3 - 0    | Đạm Phú Mỹ Nam Định |
| -------------------------------------------------------------- | -------- | ------------------- |
| Valdinei 18' · Lê Công Vinh 85' · A. Opara 88' · J.Marcelo 90' | Chi tiết |                     |

| Hòa Phát Hà Nội | 0 - 0    | Khatoco Khánh Hòa |
| --------------- | -------- | ----------------- |
|                 | Chi tiết |                   |

| Halida Thanh Hóa | 0 - 0    | Boss Bình Định |
| ---------------- | -------- | -------------- |
|                  | Chi tiết |                |

| Becamex Bình Dương | 0 - 0    | Xi măng Hải Phòng |
| ------------------ | -------- | ----------------- |
|                    | Chi tiết |                   |

| Thể Công Viettel | 0 - 0    | Hà Nội ACB |
| ---------------- | -------- | ---------- |
|                  | Chi tiết |            |

| Hoàng Anh Gia Lai                            | 2 - 2    | SHB Đà Nẵng      |
| -------------------------------------------- | -------- | ---------------- |
| Nguyễn Tăng Tuấn 22' · Nguyễn Minh Nghĩa 85' | Chi tiết | Almeida 53', 55' |

| Đồng Tâm Long An                                 | 3 - 1    | Thép Miền Nam Cảng Sài Gòn |
| ------------------------------------------------ | -------- | -------------------------- |
| Phan Quý Hoàng Lâm 33' · Antonio Carlos 47', 83' | Chi tiết | Jesuel M. Trindade 29'     |

## Vòng 7
| Thể Công Viettel                                  | 2 - 1    | Hoàng Anh Gia Lai     |
| ------------------------------------------------- | -------- | --------------------- |
| Raphael Steve Rodrigues 17' · Nguyễn Ngọc Duy 74' | Chi tiết | Nguyễn Minh Nghĩa 85' |

| Xi măng Hải Phòng | 1 - 1    | Halida Thanh Hóa |
| ----------------- | -------- | ---------------- |
| Bernard Achaw 42' | Chi tiết | Rafael Souza 53' |

| SHB Đà Nẵng                                    | 1 - 0    | Boss Bình Định |
| ---------------------------------------------- | -------- | -------------- |
| Phan Thanh Phúc 63' · Lê Quang Cường 78' 90+3' | Chi tiết |                |

| Đạm Phú Mỹ Nam Định | 1 - 0    | Becamex Bình Dương |
| ------------------- | -------- | ------------------ |
| Trần Đức Dương 79'  | Chi tiết |                    |

| Hà Nội ACB      | 1 - 4    | Khatoco Khánh Hòa                                                                    |
| --------------- | -------- | ------------------------------------------------------------------------------------ |
| Josep Ngake 49' | Chi tiết | Phan Ngọc Thạch 6' · Nguyễn Ngọc Điểu 43' · Kleber Santos 72' · Nguyễn Quang Hải 79' |

| Đồng Tâm Long An | 0 - 3    | TCDK Sông Lam Nghệ An                       |
| ---------------- | -------- | ------------------------------------------- |
|                  | Chi tiết | A. Opara 54', 89' · Vandinei Dos Santos 76' |

| Thép Miền Nam Cảng Sài Gòn             | 3 - 1    | Hòa Phát Hà Nội                     |
| -------------------------------------- | -------- | ----------------------------------- |
| Jesuel Trindade 26', 78' · Aniekan 35' | Chi tiết | Eduadro 87' · Nguyễn Huỳnh Điệp 71' |

## Vòng 8
| Đạm Phú Mỹ Nam Định                | 2 - 1    | Xi măng Hải Phòng     |
| ---------------------------------- | -------- | --------------------- |
| Darlinton 24' · Trần Đức Dương 40' | Chi tiết | Elenildo De Jesus 82' |

| Becamex Bình Dương | 0 - 3    | Đồng Tâm Long An                                                                 |
| ------------------ | -------- | -------------------------------------------------------------------------------- |
|                    | Chi tiết | Phan Văn Tài Em 37' · Antonio Carlos 71' (ph.đ.) · Phan Văn Santos 90+2' (ph.đ.) |

| TCDK Sông Lam Nghệ An                  | 2 - 1    | Hòa Phát Hà Nội    |
| -------------------------------------- | -------- | ------------------ |
| A. Opara 2' · Lê Công Vinh 14' (ph.đ.) | Chi tiết | Gatera Alphonse 6' |

| Halida Thanh Hóa | 0 - 2    | SHB Đà Nẵng      |
| ---------------- | -------- | ---------------- |
|                  | Chi tiết | Almeida 27', 55' |

| Boss Bình Định | 0 - 2    | Thể Công Viettel |
| -------------- | -------- | ---------------- |
|                | Chi tiết | Almeida 27', 55' |

| Khatoco Khánh Hòa               | 2 - 1    | Hoàng Anh Gia Lai           |
| ------------------------------- | -------- | --------------------------- |
| Kleber 24' · Phạm Hoàng Đức 51' | Chi tiết | Phạm Hoàng Đức 90+4' (l.n.) |

| Hà Nội ACB            | 2 - 1    | Thép Miền Nam Cảng Sài Gòn    |
| --------------------- | -------- | ----------------------------- |
| Trương Huỳnh Điệp 74' | Chi tiết | Jesuel M. Trindade 7' (ph.đ.) |

## Vòng 9
| Hòa Phát Hà Nội          | 1 - 1    | Becamex Bình Dương |
| ------------------------ | -------- | ------------------ |
| Trần Đoàn Khoa Thanh 46' | Chi tiết |                    |

| Halida Thanh Hóa         | 0 - 0    | Đạm Phú Mỹ Nam Định |
| ------------------------ | -------- | ------------------- |
| Trần Đoàn Khoa Thanh 46' | Chi tiết |                     |

| Xi măng Hải Phòng   | 1 - 1    | Đồng Tâm Long An       |
| ------------------- | -------- | ---------------------- |
| Olivera Leandro 44' | Chi tiết | Phan Quý Hoàng Lâm 49' |

| TCDK Sông Lam Nghệ An             | 2 - 0    | Hà Nội ACB |
| --------------------------------- | -------- | ---------- |
| Phan Như Thuật 56' · Valdinei 62' | Chi tiết |            |

| SHB Đà Nẵng | 1 - 1    | Thể Công Viettel         |
| ----------- | -------- | ------------------------ |
| Almeida 45' | Chi tiết | Raphael S. Rodrigues 90' |

| Boss Bình Định | 2 - 2    | Khatoco Khánh Hòa                                          |
| -------------- | -------- | ---------------------------------------------------------- |
| Nildo 14', 39' | Chi tiết | Nguyễn Quang Hải 3' · Jonathan 4' · Phạm Hoàng Đức 22' 48' |

| Hoàng Anh Gia Lai                                        | 3 - 2    | Thép Miền Nam Cảng Sài Gòn |
| -------------------------------------------------------- | -------- | -------------------------- |
| Nguyễn Minh Nghĩa 50' · Agostinho 65' · Hồ Văn Thuận 80' | Chi tiết | Jesuel M. Trindade 4', 59' |

## Vòng 10
| Xi Măng Hải Phòng                   | 2 - 1 (chi tiết) | Hòa Phát Hà Nội              |
| ----------------------------------- | ---------------- | ---------------------------- |
| Elenildo De Jesus 18' · Leandro 43' |                  | Fabiano Silva 84' (lưới nhà) |

| Thể Công Viettel          | 1 - 0 (chi tiết) | Halida Thanh Hóa |
| ------------------------- | ---------------- | ---------------- |
| François Endene 86' (pen) |                  |                  |

| Hoàng Anh Gia Lai                        | 3 - 2 (chi tiết) | TCDK Sông Lam Nghệ An                        |
| ---------------------------------------- | ---------------- | -------------------------------------------- |
| Agostinho 61' · Nguyễn Tăng Tuấn 82' 85' |                  | Hoàng Văn Bình 59' · Benjamin 39' (lưới nhà) |

| Khatoco Khánh Hòa   | 0 - 0 (chi tiết) | SHB Đà Nẵng |
| ------------------- | ---------------- | ----------- |
| Nguyễn Đức Hùng 32' |                  |             |

| TMN Cảng Sài Gòn                   | 2 - 4 tiết) | Boss Bình Định                                            |
| ---------------------------------- | ----------- | --------------------------------------------------------- |
| Trindade 8' · Huỳnh Ngọc Quang 71' |             | Barbosa 44' · Cruz Jorge Luiz 49' 90+' · Nildo Junior 52' |

| Đồng Tâm Long An          | 2 - 1 (chi tiết) | ĐPM Nam Định  |
| ------------------------- | ---------------- | ------------- |
| Nguyễn Việt Thắng 59' 62' |                  | Darlinton 48' |

| Hà Nội ACB | 1 - 3 (chi tiết) | Becamex Bình Dương                                       |
| ---------- | ---------------- | -------------------------------------------------------- |
| Macolin 5' |                  | Nguyễn Anh Đức 19' · Philany 41' · Trần Trường Giang 86' |

## Vòng 11
| TCDK Sông Lam Nghệ An                                                                                | 6 - 0 (chi tiết) | Boss Bình Định       |
| --- | ---------------- | -------------------- |
| Nguyễn Hồng Tiến 24' · Nguyễn Trọng Hoàng 48' 88' 90+1' · Lê Công Vinh 55' · Vandinei Dos Santos 86' |                  | Carlos Rodrigues 78' |

| ĐPM Nam Định | 0 - 0 (chi tiết) | Hòa Phát Hà Nội |
| ------------ | ---------------- | --------------- |
|              |                  |                 |

| Halida Thanh Hóa | 1 - 1      | Đồng Tâm Long An       |
| ---------------- | ---------- | ---------------------- |
| Lê Văn Tuấn 40'  | (chi tiết) | Nguyễn Minh Phương 56' |

| Khatoco Khánh Hòa | 1 - 0      | Thể Công Viettel |
| ----------------- | ---------- | ---------------- |
| Jonathan 28'      | (chi tiết) |                  |

| Hà Nội ACB                                  | 2 - 2      | Xi Măng Hải Phòng         |
| ------------------------------------------- | ---------- | ------------------------- |
| Phạm Thành Lương 26' · Nguyễn Tân Thịnh 60' | (chi tiết) | Nguyễn Ngọc Thanh 63' 77' |

| Becamex Bình Dương                    | 3 - 0      | Hoàng Anh Gia Lai |
| ------------------------------------- | ---------- | ----------------- |
| Philani 17' · Nguyễn Vũ Phong 69' 86' | (chi tiết) |                   |

| SHB Đà Nẵng | 1 - 0      | TMN Cảng Sài Gòn |
| ----------- | ---------- | ---------------- |
| Almeida 83' | (chi tiết) |                  |

## Vòng 12
| ĐPM Nam Định                              | 2 - 0      | Hà Nội ACB |
| ----------------------------------------- | ---------- | ---------- |
| Trần Đức Dương 47' · Obinna Darlinton 67' | (chi tiết) |            |

| Hòa Phát Hà Nội | 0 - 2      | Đồng Tâm Long An                         |
| --------------- | ---------- | ---------------------------------------- |
|                 | (chi tiết) | Antonio Carlos 38' · Võ Phi Thường 90+1' |

| Boss Bình Định | 0 - 1      | Becamex Bình Dương   |
| -------------- | ---------- | -------------------- |
|                | (chi tiết) | Salatiel Menezes 35' |

| Xi Măng Hải Phòng     | 1 - 0      | Hoàng Anh Gia Lai |
| --------------------- | ---------- | ----------------- |
| Nguyễn Ngọc Thanh 86' | (chi tiết) |                   |

| Halida Thanh Hóa            | 1 - 1      | Khatoco Khánh Hòa    |
| --------------------------- | ---------- | -------------------- |
| Đào Văn Phong 3' (lưới nhà) | (chi tiết) | Nguyễn Quang Hải 85' |

| Thể Công Viettel | 0 - 0      | TMN Cảng Sài Gòn |
| ---------------- | ---------- | ---------------- |
|                  | (chi tiết) |                  |

| SHB Đà Nẵng                          | 3 - 2      | TCDK Sông Lam Nghệ An        |
| ------------------------------------ | ---------- | ---------------------------- |
| Almeida 12' 85' · Phạm Hùng Dũng 60' | (chi tiết) | Vandinei 23' · J. Baby 90+4' |

## Vòng 13
| TCDK Sông Lam Nghệ An                          | 2 - 2 (chi tiết) | Thể Công Viettel                                  |
| ---------------------------------------------- | ---------------- | ------------------------------------------------- |
| Vandinei Dos Santos 8' · Nguyễn Quang Tình 75' |                  | Francois Endene 16' · Raphael Steve Rodrigues 31' |

| Hòa Phát Hà Nội | 0 - 0 (chi tiết) | Halida Thanh Hóa |
| --------------- | ---------------- | ---------------- |
|                 |                  |                  |

| Boss Bình Định                                                    | 3 - 2 (chi tiết) | Xi Măng Hải Phòng                           |
| ----------------------------------------------------------------- | ---------------- | ------------------------------------------- |
| Lê Kim Bình 1' · Nildo Franca Junior 45' · Cruz De Jorge Luiz 54' |                  | Flemingdo De Jesus 26' · Đặng Văn Thành 60' |

| TMN - Cảng Sài Gòn               | 2 - 1 (chi tiết) | Khánh Hoà         |
| -------------------------------- | ---------------- | ----------------- |
| Đặng Ngọc Tùng 3' · Trindade 75' |                  | Lê Hữu Chương 13' |

| Đồng Tâm Long An   | 1 - 1 (chi tiết) | Hà Nội - ACB         |
| ------------------ | ---------------- | -------------------- |
| Antonio Carlos 56' |                  | Josep Lebo Ngake 62' |

| Hoàng Anh Gia Lai                                               | 3 - 0 (chi tiết) | ĐPM Nam Định |
| --------------------------------------------------------------- | ---------------- | ------------ |
| Agostinho Filho 85' · Nguyễn Quang Thế 18' · Lê Văn Duyệt 45+1' |                  |              |

| Becamex Bình Dương               | 2 - 0 (chi tiết) | SHB Đà Nẵng |
| -------------------------------- | ---------------- | ----------- |
| Nguyễn Anh Đức 18' · Philani 26' |                  |             |

## Vòng 14
| Hà Nội - ACB                                   | 2 - 0 (chi tiết) | Hòa Phát Hà Nội |
| ---------------------------------------------- | ---------------- | --------------- |
| Trương Huỳnh Điệp 17' · Charles Mbabazi 90'+3' |                  |                 |

| XMCT Thanh Hóa | 1 - 3      | TMN Cảng Sài Gòn             |
| -------------- | ---------- | ---------------------------- |
| W. Rogers 45'  | (chi tiết) | Martins Trindade 68' 66' 68' |

| Xi Măng Hải Phòng                                                                     | 4 - 0      | SHB Đà Nẵng |
| ------------------------------------------------------------------------------------- | ---------- | ----------- |
| Elenildo De Jesus 6' · Leandro Oliveira 20' · Đặng Văn Thành 74' · Mai Ngọc Quang 77' | (chi tiết) |             |

| ĐPM Nam Định | 0 - 0      | Boss Bình Định |
| ------------ | ---------- | -------------- |
|              | (chi tiết) |                |

| Khatoco Khánh Hòa                     | 2 - 2      | TCDK Sông Lam Nghệ An               |
| ------------------------------------- | ---------- | ----------------------------------- |
| Lê Tấn Tài 57' · Nguyễn Quang Hải 67' | (chi tiết) | Trương Đắc Khánh 60' · Vandinei 90' |

| Hoàng Anh Gia Lai                         | 3 - 3      | Đồng Tâm Long An                            |
| ----------------------------------------- | ---------- | ------------------------------------------- |
| Agostinho 23' 81' · Nguyễn Minh Nghĩa 69' | (chi tiết) | Antonio Carlos 8' 64' · Phan Văn Tài Em 60' |

| Thể Công Viettel | 0 - 0      | Becamex Bình Dương |
| ---------------- | ---------- | ------------------ |
|                  | (chi tiết) |                    |

## Vòng 15
| SHB Đà Nẵng      | 2 - 3 (chi tiết) | ĐPM.Nam Định                                                         |
| ---------------- | ---------------- | -------------------------------------------------------------------- |
| Almeida 36', 87' |                  | Philip Onyeka 45' · Trần Đức Dương 68' · Trần Hải Lâm 82' (lưới nhà) |

| Thể Công Viettel                          | 2 - 1 (chi tiết) | XM.Hải Phòng          |
| ----------------------------------------- | ---------------- | --------------------- |
| Thạch Bảo Khanh 11' · Đặng Phương Nam 45' |                  | Nguyễn Ngọc Thanh 21' |

| Bình Dương          | 1 - 1 (chi tiết) | Khatoco Khánh Hoà |
| ------------------- | ---------------- | ----------------- |
| Nguyễn Vũ Phong 79' |                  | Ngô Duy Nam 36'   |

| TCDK Sông Lam Nghệ An | 0 - 0      | TMN Cảng Sài Gòn |
| --------------------- | ---------- | ---------------- |
| Marcelo 90+3'         | (chi tiết) |                  |

| XMCT Thanh Hóa                 | 2 - 1      | Hà Nội ACB         |
| ------------------------------ | ---------- | ------------------ |
| Đỗ Trọng Hải 6' · Rodger 90+3' | (chi tiết) | Joseph Ngake 45+1' |

| Hòa Phát Hà Nội     | 1 - 1      | Hoàng Anh Gia Lai    |
| ------------------- | ---------- | -------------------- |
| Trương Hoàng Vũ 84' | (chi tiết) | Lương Trung Tuấn 86' |

| Đồng Tâm Long An                                                                    | 4 - 1      | Boss Bình Định |
| ----------------------------------------------------------------------------------- | ---------- | -------------- |
| Nguyễng Minh Phương 7' · Gustavo Douardo 21' · Antonio Carlos 50' · Ivan Martin 84' | (chi tiết) | Nildo 2'       |

## Vòng 16
| TMN Cảng Sài Gòn    | 1 - 1      | Becamex Bình Dương                  |
| ------------------- | ---------- | ----------------------------------- |
| Martin Trindade 89' | (chi tiết) | Nguyễn Việt Kim Long 62' (lưới nhà) |

| TCDK Sông Lam Nghệ An | 1 - 0      | XMCT Thanh Hóa |
| --------------------- | ---------- | -------------- |
| Trương Đắc Khánh 69'  | (chi tiết) |                |

| Hà Nội ACB | 0 - 3      | Hoàng Anh Gia Lai                        |
| ---------- | ---------- | ---------------------------------------- |
|            | (chi tiết) | Agostino 42' · Thonglao 74' · Kone 90+2' |

| SHB Đà Nẵng                       | 3 - 2      | Đồng Tâm Long An                     |
| --------------------------------- | ---------- | ------------------------------------ |
| Almeida 3' 88' · Lê Hồng Minh 84' | (chi tiết) | Antonio Rodrigues 15' · Tshamala 90' |

| Boss Bình Định                            | 2 - 0      | Hòa Phát Hà Nội |
| ----------------------------------------- | ---------- | --------------- |
| Nguyễn Thái Dương 25' · Đỗ Thanh Sang 38' | (chi tiết) |                 |

| Xi Măng Hải Phòng     | 1 - 1      | Khatoco Khánh Hòa    |
| --------------------- | ---------- | -------------------- |
| Nguyễn Ngọc Thanh 11' | (chi tiết) | Nguyễn Quang Hải 70' |

| ĐPM Nam Định | 0 - 1      | Thể Công Viettel    |
| ------------ | ---------- | ------------------- |
|              | (chi tiết) | Nguyễn Ngọc Duy 27' |

## Vòng 17
| Khatoco Khánh Hòa                                | 3 - 2      | ĐPM Nam Định                                          |
| ------------------------------------------------ | ---------- | ----------------------------------------------------- |
| Jonathan 16' · Santos 31' · Nguyễn Quang Hải 78' | (chi tiết) | Philips 45' · Hoàng Danh Ngọc 67' · Phạm Xuân Phú 32' |

| Becamex Bình Dương | 1 - 0      | TCDK Sông Lam Nghệ An |
| ------------------ | ---------- | --------------------- |
| Nguyễn Anh Đức 32' | (chi tiết) |                       |

| Hoàng Anh Gia Lai                 | 1 - 0      | XMCT Thanh Hóa |
| --------------------------------- | ---------- | -------------- |
| Thonglao 69' · Khổng Thanh Tú 58' | (chi tiết) |                |

| Đồng Tâm Long An                          | 3 - 1      | Thể Công Viettel      |
| ----------------------------------------- | ---------- | --------------------- |
| Antonio Carlos 61' 75' · Lưu Minh Trí 82' | (chi tiết) | Nguyễn Ngọc Duy 90+1' |

| Boss Bình Định | 1 - 0      | Hà Nội ACB |
| -------------- | ---------- | ---------- |
| Luiz 39'       | (chi tiết) |            |

| TMN Cảng Sài Gòn   | 1 - 1      | Xi Măng Hải Phòng     |
| ------------------ | ---------- | --------------------- |
| Dương Văn Tiến 63' | (chi tiết) | Nguyễn Ngọc Thanh 55' |

| Hòa Phát Hà Nội | 1 - 1      | SHB Đà Nẵng |
| --------------- | ---------- | ----------- |
| Foiani 67'      | (chi tiết) | Molina 77'  |

## Vòng 18
| Thể Công Viettel                          | 2 - 1      | Hòa Phát Hà Nội                                     |
| ----------------------------------------- | ---------- | --------------------------------------------------- |
| Nguyễn Ngọc Duy 17' · Francois Endene 56' | (chi tiết) | Eduadro B. Quintanlha 44' · Nguyễn Huỳnh Điệp 90+4' |

| TCDK Sông Lam Nghệ An | 1 - 1      | Xi Măng Hải Phòng  |
| --------------------- | ---------- | ------------------ |
| Nguyễn Huy Hoàng 45'  | (chi tiết) | Đồng Đức Thắng 87' |

| ĐPM Nam Định           | 2 - 0      | TMN Cảng Sài Gòn |
| ---------------------- | ---------- | ---------------- |
| Trần Đức Dương 38' 86' | (chi tiết) |                  |

| Hoàng Anh Gia Lai | 0 - 0      | Boss Bình Định |
| ----------------- | ---------- | -------------- |
|                   | (chi tiết) |                |

| Hà Nội ACB                | 2 - 3      | SHB Đà Nẵng                                               |
| ------------------------- | ---------- | --------------------------------------------------------- |
| Trương Huỳnh Điệp 18' 33' | (chi tiết) | Molina G. Eduardo 17' · Eduardo Furrier 87' · Almeida 89' |

| Đồng Tâm Long An                                 | 2 - 0      | Khatoco Khánh Hòa       |
| ------------------------------------------------ | ---------- | ----------------------- |
| Ivan Mauricio Martins 87' · Antonio Carlos 90+4' | (chi tiết) | Đào Văn Phong 85' 90+3' |

| XMCT Thanh Hóa | 1 - 2      | Becamex Bình Dương                    |
| -------------- | ---------- | ------------------------------------- |
| Tostao 11'     | (chi tiết) | Nguyễn Văn Linh 29' · Swieh Jonal 90' |

## Vòng 19
| Khatoco Khánh Hòa                                                 | 3 - 1      | Hòa Phát Hà Nội                                       |
| ----------------------------------------------------------------- | ---------- | ----------------------------------------------------- |
| Jonathan Quartey 23' · Kleber Santos 56' · Nguyễn Quang Hải 90+1' | (chi tiết) | Muranda Harrison Eric 38' · Eduadro B. Quintanlha 84' |

| Xi Măng Hải Phòng                               | 2 - 0      | Becamex Bình Dương |
| ----------------------------------------------- | ---------- | ------------------ |
| Nguyễn Ngọc Thanh 44' · Flemingdo De Jesuss 74' | (chi tiết) |                    |

| Boss Bình Định                                 | 3 - 4      | XMCT Thanh Hóa                                    |
| ---------------------------------------------- | ---------- | ------------------------------------------------- |
| Nildo Franca Tunior 14' 70' · Đỗ Xuân Hùng 49' | (chi tiết) | Rogers 22' · Tostao 30' · Hoàng Đình Tùng 80' 82' |

| Hà Nội ACB                                | 2 - 0      | Thể Công          |
| ----------------------------------------- | ---------- | ----------------- |
| Joseph Lebo Ngake 48' · Trần Tuấn Anh 58' | (chi tiết) | Ngô Tuấn Hùng 16' |

| SHB Đà Nẵng                                                                              | 4 - 0      | Hoàng Anh Gia Lai |
| ---------------------------------------------------------------------------------------- | ---------- | ----------------- |
| Lê Hồng Minh 9' · Rogerio M. Pereira 22' · Huỳnh Quốc Anh 53' · Eduardo H. Furrier 90+3' | (chi tiết) |                   |

| TMN Cảng Sài Gòn | 1 - 0      | Đồng Tâm Long An |
| ---------------- | ---------- | ---------------- |
| John Wole 90'    | (chi tiết) |                  |

| ĐPM Nam Định                                | 3 - 1      | TCDK Sông Lam Nghệ An |
| ------------------------------------------- | ---------- | --------------------- |
| Trần Đức Dương 20' 54' · Hoàng Nhật Nam 37' | (chi tiết) | Dos Santos 19'        |

## Vòng 20
| Hoàng Anh Gia Lai                                   | 2 - 3      | Thể Công                                                             |
| --------------------------------------------------- | ---------- | -------------------------------------------------------------------- |
| Chu Ngọc Cảnh 45+1' · Đặng Khánh Lâm 77' (lưới nhà) | (chi tiết) | Raphael S. Rodrigues 43' · Nguyễn Văn Nam 61' · Trịnh Quang Vinh 74' |

| Khatoco Khánh Hòa   | 1 - 0      | Hà Nội ACB |
| ------------------- | ---------- | ---------- |
| Trần Trọng Bình 82' | (chi tiết) |            |

| Boss Bình Định        | 1 - 4      | SHB Đà Nẵng                      |
| --------------------- | ---------- | -------------------------------- |
| Nguyễn Thái Dương 20' | (chi tiết) | Molina 21' · Almeida 33' 69' 72' |

| TCDK Sông Lam Nghệ An                                    | 4 - 1      | Đồng Tâm Long An                          |
| -------------------------------------------------------- | ---------- | ----------------------------------------- |
| Lê Công Vinh 9' 65' · A. Opara 25' · Nguyễn Minh Đức 85' | (chi tiết) | Antonio Carlos 82' · Mauricio Martins 66' |

| Hòa Phát Hà Nội             | 3 - 1      | TMN Cảng Sài Gòn |
| --------------------------- | ---------- | ---------------- |
| Trương Hoàng Vũ 15' 25' 75' | (chi tiết) | Cao Tùng A Vĩ 4' |

| XMCT Thanh Hóa                                   | 2 - 1      | Xi Măng Hải Phòng |
| ------------------------------------------------ | ---------- | ----------------- |
| Nguyễn Văn Nam 3' (lưới nhà) · Fungai Tostao 52' | (chi tiết) | Leandro 55'       |

| Becamex Bình Dương | 1 - 0      | ĐPM Nam Định |
| ------------------ | ---------- | ------------ |
| Kesley Alves 90+2' | (chi tiết) |              |

## Vòng 21
| Hòa Phát Hà Nội                        | 2 - 4      | TCDK Sông Lam Nghệ An                                                      |
| -------------------------------------- | ---------- | -------------------------------------------------------------------------- |
| Trương Hoàng Vũ 10' · Paulo Foiani 83' | (chi tiết) | Phan Như Thuật 20' · Opara 22' · Lê Công Vinh 29' · Nguyễn Trọng Hoàng 55' |

| Xi Măng Hải Phòng                                                  | 4 - 1      | ĐPM Nam Định        |
| ------------------------------------------------------------------ | ---------- | ------------------- |
| Leandro 30' · Flemindo De Jesus 33' 43' · Helio Da Silva Assis 82' | (chi tiết) | Hoàng Danh Ngọc 88' |

| Đồng Tâm Long An           | 2 - 4      | Becamex Bình Dương                                                |
| -------------------------- | ---------- | ----------------------------------------------------------------- |
| Tshamala 15' · Gustavo 65' | (chi tiết) | Robson De Lima 18' · Philani 50' · Jonal 83' · Kesley Alves 90+2' |

| Thể Công                          | 2 - 0      | Boss Bình Định |
| --------------------------------- | ---------- | -------------- |
| Thạch Bảo Khanh 15' · Raphael 32' | (chi tiết) |                |

| Hoàng Anh Gia Lai | 1 - 0      | Khatoco Khánh Hòa |
| ----------------- | ---------- | ----------------- |
| Kone Mohamed 59'  | (chi tiết) |                   |

| SHB Đà Nẵng                                      | 6 - 0      | XMCT Thanh Hóa |
| ------------------------------------------------ | ---------- | -------------- |
| Almeida 12' 40' 83' 90' · Monila Eduardo 60' 67' | (chi tiết) |                |

| TMN Cảng Sài Gòn                                     | 2 - 1      | Hà Nội ACB                                   |
| ---------------------------------------------------- | ---------- | -------------------------------------------- |
| Trần Văn Tuấn 68' · Vicente Gabriel 84' · Jesuel 71' | (chi tiết) | Charles Mbabazi 45+1' · Nguyễn Thanh Hải 71' |

## Vòng 22
| Hà Nội ACB                                                             | 4 - 2      | TCDK Sông Lam Nghệ An   |
| ---------------------------------------------------------------------- | ---------- | ----------------------- |
| J. Baby 6' (lưới nhà) · Charles Mbabazi 11' 26' · Phạm Thành Lương 47' | (chi tiết) | Opara 22' · Abidoye 87' |

| Khatoco Khánh Hòa                          | 2 - 2      | Boss Bình Định                                |
| ------------------------------------------ | ---------- | --------------------------------------------- |
| Nguyễn Quang Hải 27' · Williams Santos 65' | (chi tiết) | Nguyễn Thái Dương 58' · Nguyễn Mậu Thìn 90+3' |

| ĐPM Nam Định | 0 - 1      | XMCT Thanh Hóa    |
| ------------ | ---------- | ----------------- |
|              | (chi tiết) | Fungai Tostao 66' |

| Thể Công                                                       | 3 - 4      | SHB Đà Nẵng                                                 |
| -------------------------------------------------------------- | ---------- | ----------------------------------------------------------- |
| Thạch Bảo Khanh 34' · Trịnh Quang Vinh 75' · Ngô Tuấn Hùng 86' | (chi tiết) | Molina 19' 61' · Trương Quang Tuấn 66' · Huỳnh Quốc Anh 78' |

| Becamex Bình Dương                  | 3 - 0      | Hòa Phát Hà Nội |
| ----------------------------------- | ---------- | --------------- |
| Philani 8' 67' · Robson De Lima 73' | (chi tiết) |                 |

| Đồng Tâm Long An                               | 2 - 1      | Xi Măng Hải Phòng      |
| ---------------------------------------------- | ---------- | ---------------------- |
| Nguyễn Việt Thắng 12' · Nguyễn Minh Phương 65' | (chi tiết) | Flemingdo De Jesus 75' |

| TMN Cảng Sài Gòn                    | 3 - 1      | Hoàng Anh Gia Lai                    |
| ----------------------------------- | ---------- | ------------------------------------ |
| Đặng Ngọc Tùng 9' 83' · Gabriel 58' | (chi tiết) | Agostinho 68' · Kone Mohamed 18' 53' |

## Vòng 23
| ĐPM Nam Định                          | 1 - 3      | Đồng Tâm Long An                             |
| ------------------------------------- | ---------- | -------------------------------------------- |
| Trần Đức Dương 33' · Philip Oroko 58' | (chi tiết) | Antonio Carlos 30' 88' · Gustavo Dourado 62' |

| Boss Bình Định                              | 3 - 2      | TMN Cảng Sài Gòn                         |
| ------------------------------------------- | ---------- | ---------------------------------------- |
| Nildo F. Junior 19' 90+2' · Lê Kim Bình 86' | (chi tiết) | Dương Văn Tiến 30' · Vicente Gabriel 46' |

| XMCT Thanh Hóa                                             | 3 - 1      | Thể Công                             |
| ---------------------------------------------------------- | ---------- | ------------------------------------ |
| Hà Hoàng Đảm 32' · Hoàng Đình Tùng 61' 82' · Hồ Hà Đức 87' | (chi tiết) | Francois Endene 78' · Rafael 31' 87' |

| TCDK Sông Lam Nghệ An        | 1 - 1      | Hoàng Anh Gia Lai |
| ---------------------------- | ---------- | ----------------- |
| Chu Ngọc Cảnh 33' (lưới nhà) | (chi tiết) | Agostinho 58'     |

| SHB Đà Nẵng                     | 2 - 0      | Khatoco Khánh Hòa |
| ------------------------------- | ---------- | ----------------- |
| Huỳnh Quốc Anh 53' · Monila 82' | (chi tiết) |                   |

| Hòa Phát Hà Nội | 0 - 3      | Xi Măng Hải Phòng                                |
| --------------- | ---------- | ------------------------------------------------ |
| Quintanlha 63'  | (chi tiết) | Đồng Đức Thắng 6' · Flemingdo D. Jesus 60' ( 71' |

| Becamex Bình Dương                                        | 3 - 2      | Hà Nội ACB                                                           |
| --------------------------------------------------------- | ---------- | -------------------------------------------------------------------- |
| Philani 5' · Lê Đức Tuấn 9' (lưới nhà) · Kesley Alves 28' | (chi tiết) | Joseph Lebo Ngake 42' · Charles Mbabazi 59' · Nguyễn Hải Nam 63' 78' |

## Vòng 24
| Hòa Phát Hà Nội      | 1 - 3      | ĐPM Nam Định                                  |
| -------------------- | ---------- | --------------------------------------------- |
| Đinh Thanh Trung 75' | (chi tiết) | Trần Đức Dương 17' 69' · Khương Quốc Tuấn 77' |

| Đồng Tâm Long An                   | 2 - 1      | XMCT Thanh Hóa  |
| ---------------------------------- | ---------- | --------------- |
| Antonio 22' · Phan Thanh Giang 60' | (chi tiết) | Lê Văn Tuấn 51' |

| Thể Công | 0 - 1      | Khatoco Khánh Hòa |
| -------- | ---------- | ----------------- |
|          | (chi tiết) | Đào Văn Phong 88' |

| TMN Cảng Sài Gòn | 0 - 0      | SHB Đà Nẵng |
| ---------------- | ---------- | ----------- |
|                  | (chi tiết) |             |

| Xi Măng Hải Phòng                           | 4 - 0      | Hà Nội ACB |
| ------------------------------------------- | ---------- | ---------- |
| De Jesus 6' 20' 35' · Nguyễn Ngọc Thanh 86' | (chi tiết) |            |

| Boss Bình Định                            | 3 - 2      | TCDK Sông Lam Nghệ An                     |
| ----------------------------------------- | ---------- | ----------------------------------------- |
| Nildo F. Junior 31' 61' · Lê Kim Bình 73' | (chi tiết) | Lê Công Vinh 79' · Nguyễn Đình Hiệp 90+3' |

| Hoàng Anh Gia Lai | 0 - 1      | Becamex Bình Dương    |
| ----------------- | ---------- | --------------------- |
|                   | (chi tiết) | Giang Thành Thông 35' |

## Vòng 25
| Hà Nội ACB       | 1 - 2      | ĐPM Nam Định                          |
| ---------------- | ---------- | ------------------------------------- |
| Joseph Ngake 74' | (chi tiết) | Lê Ngọc Lung 29' · Trần Đức Dương 65' |

| Becamex Bình Dương                          | 4 - 0      | Boss Bình Định |
| ------------------------------------------- | ---------- | -------------- |
| Philani 41' 46' 89' · Huỳnh Quang Thanh 68' | (chi tiết) |                |

| Đồng Tâm Long An                           | 2 - 0      | Hòa Phát Hà Nội |
| ------------------------------------------ | ---------- | --------------- |
| Nguyễn Minh Phương 9' · Antonio Carlos 22' | (chi tiết) |                 |

| Khatoco Khánh Hòa | 1 - 1      | XMCT Thanh Hóa              |
| ----------------- | ---------- | --------------------------- |
| Lê Hữu Chương 11' | (chi tiết) | Đào Văn Phong 3' (lưới nhà) |

| TMN Cảng Sài Gòn                         | 1 - 0      | Thể Công             |
| ---------------------------------------- | ---------- | -------------------- |
| Huỳnh Ngọc Quang 83' · Cao Tùng A Vĩ 85' | (chi tiết) | Nguyễn Quốc Long 85' |

| TCDK Sông Lam Nghệ An           | 2 - 0      | SHB Đà Nẵng |
| ------------------------------- | ---------- | ----------- |
| Lê Công Vinh 15' · Marcello 36' | (chi tiết) |             |

| Hoàng Anh Gia Lai                     | 2 - 0      | Xi Măng Hải Phòng |
| ------------------------------------- | ---------- | ----------------- |
| Kone Mohamed 23' · Trần Duy Quang 82' | (chi tiết) |                   |

## Vòng 26
| XMCT Thanh Hóa                    | 1 - 0      | Hòa Phát Hà Nội |
| --------------------------------- | ---------- | --------------- |
| Lê Văn Tuấn 8' · Hà Hoàng Đảm 69' | (chi tiết) |                 |

| Khatoco Khánh Hòa                                           | 2 - 1      | TMN Cảng Sài Gòn    |
| ----------------------------------------------------------- | ---------- | ------------------- |
| Đào Văn Phong 34' · Jonathan 50' · Nguyễn Quang Hải 74' 77' | (chi tiết) | Huỳnh Ngọc Quang 8' |

| Hà Nội ACB           | 1 - 5      | Đồng Tâm Long An                                         |
| -------------------- | ---------- | -------------------------------------------------------- |
| Phạm Thành Lương 79' | (chi tiết) | Antonio Carlos 26' 90' · Tshamala A. Kabanga 27' 70' 74' |

| Thể Công                                   | 2 - 2      | Sông Lam Nghệ An                          |
| ------------------------------------------ | ---------- | ----------------------------------------- |
| Trịnh Quang Vinh 42' · Francois Endene 82' | (chi tiết) | Lê Công Vinh 71' · Nguyễn Trọng Hoàng 90' |

| Xi Măng Hải Phòng                               | 3 - 0      | Boss Bình Định |
| ----------------------------------------------- | ---------- | -------------- |
| Flemingdo De Jesus 4' 76' · Bùi Trọng Nghĩa 30' | (chi tiết) |                |

| ĐPM Nam Định | 0 - 1      | Hoàng Anh Gia Lai |
| ------------ | ---------- | ----------------- |
|              | (chi tiết) | Hồ Văn Thuận 87'  |

| SHB Đà Nẵng      | 1 - 0      | Becamex Bình Dương |
| ---------------- | ---------- | ------------------ |
| Lê Hồng Minh 41' | (chi tiết) |                    |